# Tenório Jr.
Francisco Tenório Cerqueira Júnior, mais conhecido como Tenório Jr. (Rio de Janeiro, 4 de julho de  1940 - Buenos Aires, 27 de março de 1976)  foi um pianista brasileiro de samba-jazz, bastante ativo nos anos 1970.
No dia 18 de março de 1976, quando acompanhava os artistas Toquinho e Vinícius de Moraes em show na Argentina, desapareceu misteriosamente em Buenos Aires, depois de deixar no hotel um bilhete no qual estava escrito: "Vou sair para comer um sanduíche e comprar um remédio. Volto logo.". Nunca mais voltou.
Segundo testemunhas, Tenório Jr. teria sido sequestrado pelo serviço secreto da Marinha da Argentina, na madrugada de 18 de março (poucos dias antes do golpe militar) e torturado durante nove dias. Após ter ficado claro que o pianista não tinha envolvimento em atividades políticas, foi morto com um tiro na cabeça.

## Biografia
Nascido e crescido no bairro das Laranjeiras, no  Rio de Janeiro, foi considerado uma dos músicos mais importantes da bossa nova. Costumava apresentar-se no Beco das Garrafas, no Rio de Janeiro. Seu piano pode ser ouvido em álbuns antológicos da música brasileira como É Samba Novo, de Edson Machado, a Arte Maior de Leny Andrade, com Tenório Jr. Trio, Desenhos, de Victor Assis Brasil, O Lp, de Os Cobras  e Vagamente, de Wanda Sá.
Ele tinha 21 anos quando gravou seu primeiro e único disco, Embalo, em 1964.
Cursou a Faculdade Nacional de Medicina, enquanto se dedicava paralelamente ao piano, tornando-se nos anos 1970 um dos profissionais brasileiros mais requisitados pelos artistas.
Em 1976, após um show  em Buenos Aires, onde acompanhava ao piano Vinicius de Moraes e Toquinho,  Tenório Júnior (ou Tenorinho, como era conhecido) desapareceu sem deixar rastros.  A princípio, após o desaparecimento, não se sabia se ele estava em alguma prisão da Argentina ou morto.
Francisco Tenório Júnior tinha 34 anos. Deixou quatro filhos e a esposa, Carmen Cerqueira Magalhães,  grávida. A quinta criança nasceu um mês após o seu desaparecimento.
Na época várias versões corriam, como a citada pela cantora Elis Regina em entrevista dada à Folha de S.Paulo, em 3 de junho de 1979. Segundo Elis, Tenorinho havia sido visto em 1977, numa prisão de La Plata, informação nunca confirmada.  
Somente dez anos após o seu desaparecimento, Cláudio Vallejos, ex-cabo e integrante do Serviço de Informação Naval, o serviço secreto da Marinha Argentina, revelou à extinta revista Senhor (n° 270, maio de 1986), no Rio de Janeiro, que Tenório Jr. havia sido abordado na rua, por uma patrulha militar e preso. Segundo Vallejos, as autoridades brasileiras haviam sido informadas do sequestro e morte de Tenório Júnior. Vallejos afirmou que Tenório foi encarcerado na ESMA (Escola de Mecânica da Armada), aparato clandestino de repressão da Marinha argentina  que existiu entre 1976 e 1979 e, segundo relatos e denúncias, foi palco de quase cinco mil assassinatos.  Vallejos vendia informações sobre desaparecidos políticos e cobrava pelas suas entrevistas.  
No livro Operación Condor: Pacto Criminal, lançado no México em 2001, a jornalista Stella Calloni afirma que Tenório Jr. foi torturado por agentes brasileiros e argentinos, entre eles o major do Exército Souza Baptista Vieira. O relato de Stella converge com a  entrevista  de Claudio Vallejos publicada na  revista Senhor, na qual o ex-militar argentino afirmara que agentes do SNI  tinham estado presentes durante a execução de Tenório Jr, ocorrida nove dias após sua prisão. O executor teria sido Alfredo Astiz, ex-capitão de fragata da Marinha Argentina, também implicado no assassinato e desaparecimento forçado de dezenas de pessoas e condenado à prisão perpétua em 2011, por crimes contra a humanidade.
O grupo Tortura Nunca Mais confirmou que a morte de Tenório ocorreu em março de 1976, em Buenos Aires.
Logo após o desaparecimento de Tenório Jr. o cineasta Rogério Lima produziu o curta metragem em 16mm "Balada para Tenório", no qual narra o desaparecimento de Tenório Jr. e entrevista seus familiares e amigos.
Em 1986 quando Cláudio Vallejos veio ao Brasil e concedeu a reveladora entrevista à revista Senhor, a produtora Videcom de São Paulo, juntamente com Rogério Lima, conseguiu gravar seu depoimento, que foi usado como base para o documentário Tenório Jr.?, que conta a tragédia ocorrida com o músico. Vallejos foi preso logo após a entrevista, por determinação do então Ministro da Justiça, Paulo Brossard.
O documentário teve sua estreia no Festival de Cinema e Vídeo do Rio de Janeiro. Um dia antes da estréia, Cláudio Vallejos foi expulso do Brasil, após três meses de prisão, sem contudo ter sido submetido a um processo.
No vídeo, o advogado Luís Eduardo Greenhalgh diz acreditar que a prisão de Tenório Júnior tenha sido feita por engano, ele estava no lugar errado, na hora errada e portava uma carteira do Sindicato dos Músicos que poderia incriminá-lo. Segundo pessoas próximas ao pianista, Tenório, embora  fosse filho de um delegado de polícia, jamais expressara preferências político-ideológicas. Numa entrevista concedida em 2003, o violonista Toquinho declarou que a aparência de Tenório poderia ter contribuído para a sua prisão. "Tenório era um tipo original, muito alto, de barba, cabelos longos, usava um capote comprido, pode ter sido confundido com alguém."
Em 1996, o documentário da  Videcom,  Tenório Jr.?, foi atualizado com imagens de arquivo inéditas, reeditado e apresentado várias vezes pela TV Cultura de São Paulo.  
Cláudio Vallejos voltou ao Brasil (supõe-se que por volta de 2002) e se instalou na região de Chapecó, em Santa Catarina. Foi preso em 2010 por estelionato e falsificação. Liberado, tempos depois foi novamente preso por estelionato, em janeiro de 2012.. A sua prisão havia sido pedida à Interpol pelo procurador federal argentino que cuida da ação penal ligada à Operação Condor (aliança político-militar entre as ditaduras de Argentina, Brasil, Chile e Uruguai, nas décadas de 1970 e 1980). Quando a identidade  de Vallejos foi confirmada, o procurador pediu sua extradição ao governo brasileiro. Em 27 de março de 2013, Vallejos foi entregue pela Polícia Federal à polícia argentina, no aeroporto de Florianópolis.
O cineasta espanhol Fernando Trueba realizou diversas entrevistas no Brasil, com conhecidos de Tenório, com a equipe da  Videcom e com Rogério Lima, para um projeto inicial de realizar um documentário de longa metragem, ou mesmo um filme de ficção sobre o desaparecimento do pianista brasileiro. Com o tempo, o projeto foi alterado e, em setembro de 2023, Trueba lançou uma animação em longa metragem feita conjuntamente com Javier Mariscal intitulada Dispararon al pianista. O longa de animação teve a sua pré-estreia no festival de cinema de San Sebastián, na Espanha em setembro de 2023 com estreia nos cinemas em Outubro do mesmo ano.
Nesta animação Trueba cria um personagem ficcional que por conta da música, vai em busca da história de Tenório Jr. entrevistando músicos, familiares, Rogério Lima entre outros. As entrevistas reais foram usadas como fundo para a animação.  

## Discografia
- Embalo (1964)

## Artistas relacionados
- Beto Guedes
- Danilo Caymmi
- Edu Lobo
- Egberto Gismonti
- Gal Costa
- J.T. Meirelles
- Joyce
- Lô Borges
- Milton Banana
- Milton Nascimento
- Nelson Angelo
- Novelli
- Paulo Moura
- Quarteto em Cy
- Os cobras
- Sidney Miller
- Simone
- Toninho Horta
- Victor Assis Brasil
- Zé Eduardo Nazário